# Arisaema nepenthoides
Arisaema nepenthoides, biljna vrsta iz porodice kozlačevki rasprostranjena od Nepala do Kine (W. Sichuan, NW. Yunnan). To je gomoljasti geofit i prvenstveno raste u umjerenom biomu. 

## Opis
A. nepenthoides je biljka atraktivnog izgleda, nalik je kobri koja se sprema napasti, zbog čega je i dobila vernakularni naziv ‘Cobra Lily’. Ovakav izgled daje joj zakrivljena lopatica na vrhu, do 1 metar, visoke stabljike. Lopatica je široka i otvorena, te se pruža dobar pogled na spadiks, koji drži pravo cvijeće. Lopatica je trokutasto-jajolika, zakrivljena prema naprijed i s istaknutim, zaobljenim raširenim režnjevima sa strane, na dnu oštrice na spoju s cijevi lopatice. Listovi su obično po 2, prstasto složeni, s 5 ili više debelih, sjajnih, uskih eliptičnih listića 6-12 cm. Stabljika lista prošarana je ružičasto i smeđe, poput cvijeta. Ova vrsta autohtona je na istočnoj strani Himalaja, od središnjeg Nepala do JZ Kine, na visinama od 2000-3300 m. Indijski poštanski odjel izdao je poštansku marku u znak sjećanja na ovaj cvijet. Cvatnja: travanj-lipanj. 

## Sinonimi
- Arisaema ochraceum Schott; Bonplandia (Hannover) 7: 27 (1859)
- Arum nepenthoides Wall.; Tent. Fl. Napal. 1: 26-28, t. 18 (1824)
- Pythonium ecaudatum Griff.; Itin. Pl. Khasyah Mts.: 185 (1848)